# Athamanthia dimorpha
Athamanthia dimorpha is een vlinder uit de familie van de Lycaenidae. De wetenschappelijke naam van de soort is voor het eerst geldig gepubliceerd in 1881 door Staudinger.